# Ивано-Франковский локомотиворемонтный завод
Ивано-Франковский локомотиворемонтный завод - машиностроительное предприятие Украины.

## История
Основан в 1866 году как Станиславские машинные мастерские железной дороги Львов - Черновцы.
В 1944 переименован в паровозоремонтный завод.
В 1962 году, в связи с переименованием города в Ивано-Франковск завод стал называться Ивано-Франковским.
В 1970 году на предприятии был отремонтирован первый тепловоз, в 1975 году завод получил новое название: Ивано-Франковский локомотиворемонтный завод.
В советское время на балансе предприятия находились объекты социальной инфраструктуры (в том числе, несколько общежитий для работников завода и их семей), которые в дальнейшем были переданы в коммунальную собственность.
После провозглашения независимости Украины завод перешёл в ведение министерства транспорта Украины.
В марте 1995 года Верховная Рада Украины внесла завод в перечень предприятий, приватизация которых запрещена в связи с их общегосударственным значением.
В августе 1997 года завод был включён в перечень предприятий, имеющих стратегическое значение для экономики и безопасности Украины.
В 2001 году государственное предприятие было преобразовано в открытое акционерное общество.
2007 год завод завершил с чистой прибылью 118 тыс. гривен, 2008 год - с чистой прибылью 188 тыс. гривен, 2009 год - с чистой прибылью 195 тыс. гривен, 2010 год - с чистой прибылью 203 тыс. гривен.
После создания в декабре 2010 года министерства инфраструктуры Украины завод был передан в ведение министерства инфраструктуры.
В 2011 году предприятие было реорганизовано в закрытое акционерное общество.
2011 год завод завершил с чистой прибылью 2,445 млн. гривен, 2012 год - с чистой прибылью 1,039 млн. гривен.
В декабре 2012 года в результате пожара было уничтожено 30 м² и повреждено 50 м² одного из заводских помещений. В апреле 2013 года работа литейного цеха завода была восстановлена, что позволило возобновить производство тормозных колодок для локомотивов и пассажирских вагонов.
2014 год завод завершил с чистой прибылью 0,1 млн. гривен, в мае 2015 года было принято решение о приватизации предприятия.
30 декабря 2015 года была разрешена продажа акций завода работникам предприятия. 11 мая 2017 года Кабинет министров Украины утвердил решение о продаже 99,5% акций предприятия, оставшихся в государственной собственности за 33,92 млн. гривен.

## Современное состояние
Завод занимается ремонтом тепловозов серии ТГМ3, ТГК2, М62, ТГМ4, ТГМ6, ТГМ23, 2ТЭ10Л, выпуском их узлов и изготовлением их запасных частей.